# Cólera (siglo XIX)
Las epidemias de cólera surgidas durante el siglo XIX afectaron en mayor o menor grado a países de distintos continentes. Algunas condiciones tales como los desplazamientos de grandes grupos de personas debido a las guerras, la multiplicación de las rutas y volúmenes de traslado de bienes y personas, el aumento de la densidad de población en centros urbanos que carecían de infraestructuras sanitarias adecuadas, y el desconocimiento acerca de la modalidad de transmisión y la terapéutica adecuada, fueron algunos de los factores que intervinieron en su ocurrencia.

## Cólera en la Edad Antigua y la Edad Media
El cólera proviene del griego: χολέρα (pronunciado kholera) de χολή khole "bilis". Existen menciones a la enfermedad en la Biblia y en escritos antiguos chinos, indios y de la Grecia clásica.
Es probable que el cólera se haya originado en tiempos antiguos en el subcontinente indio, especialmente en el delta del Ganges o en otros puntos del curso del río a raíz de las prácticas funerarias y de purificación realizadas en él. Desde allí, la enfermedad se propagó a través de las rutas comerciales hacia Asia, luego a Europa y finalmente a América.
Gaspar Correia documentó un brote epidémico que se produjo en el delta del Ganges en la primavera de 1543.
Un estudio reciente sobre los documentos, registros y descripciones de la enfermedad sugiere que en el pasado se atribuyeron al cólera dolencias que no coinciden con la sintomatología que en la actualidad caracteriza a la enfermedad, posiblemente provocadas por patógenos diversos.

## Principales epidemias de cólera en el sigloXIXyXX

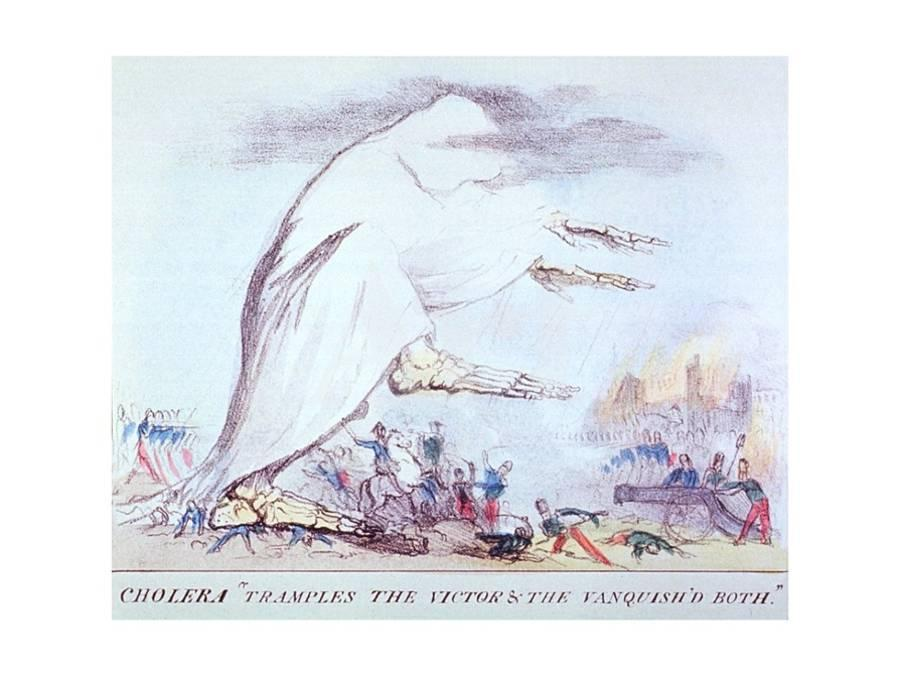
«El cólera pisotea tanto a los vencedores como a los vencidos», por Robert Seymour (1828).

Antes de siglo XIX el cólera despertaba poco interés porque se relacionaba con la pobreza y las poblaciones de sitios remotos. Las condiciones socioeconómicas derivadas de la Revolución Industrial, entre ellas la superpoblación de los centros urbanos y la multiplicación de los traslados de bienes y personas, fueron factores que incrementaron la propagación de esta bacteria. La pandemia de cólera del siglo XIX se considera la primera epidemia moderna a escala mundial. En el transcurso del siglo, se multiplicaron los encuentros de científicos de varios países, una vez que se llegó a la conclusión que el control de la pandemia requería la colaboración y el trabajo en conjunto más allá de las fronteras políticas.
- La primera epidemia de cólera se produjo en la región de Bengala Occidental, en cercanías de Calcuta en 1817 y desde allí se propagó hacia el resto del país. Hacia comienzos de la década de 1820, la enfermedad había alcanzado el sudeste asiático, Asia Central, Oriente Medio, África Oriental y la costa del Mediterráneo. Hacia 1823, el brote epidémico solo permanecía en la bahía de Bengala.[10] En 1826 se produjo un rebrote que avanzó hacia Europa y en 1830 llegó a Moscú, Berlín y Londres. En 1831 y 1832 se propagó a América y finalizó en 1839.[5]
- La segunda epidemia (en las que algunos autores incluyen el rebrote de 1826) se prolongó hasta 1851. En 1832 alcanzó América del Norte, (presumiblemente debido a la migración de irlandeses hacia Canadá),[11]  América Central (Cuba, México, Guatemala, Nicaragua, Panamá, Jamaica) y América del Sur (Guyana, Brasil y Uruguay).[12]

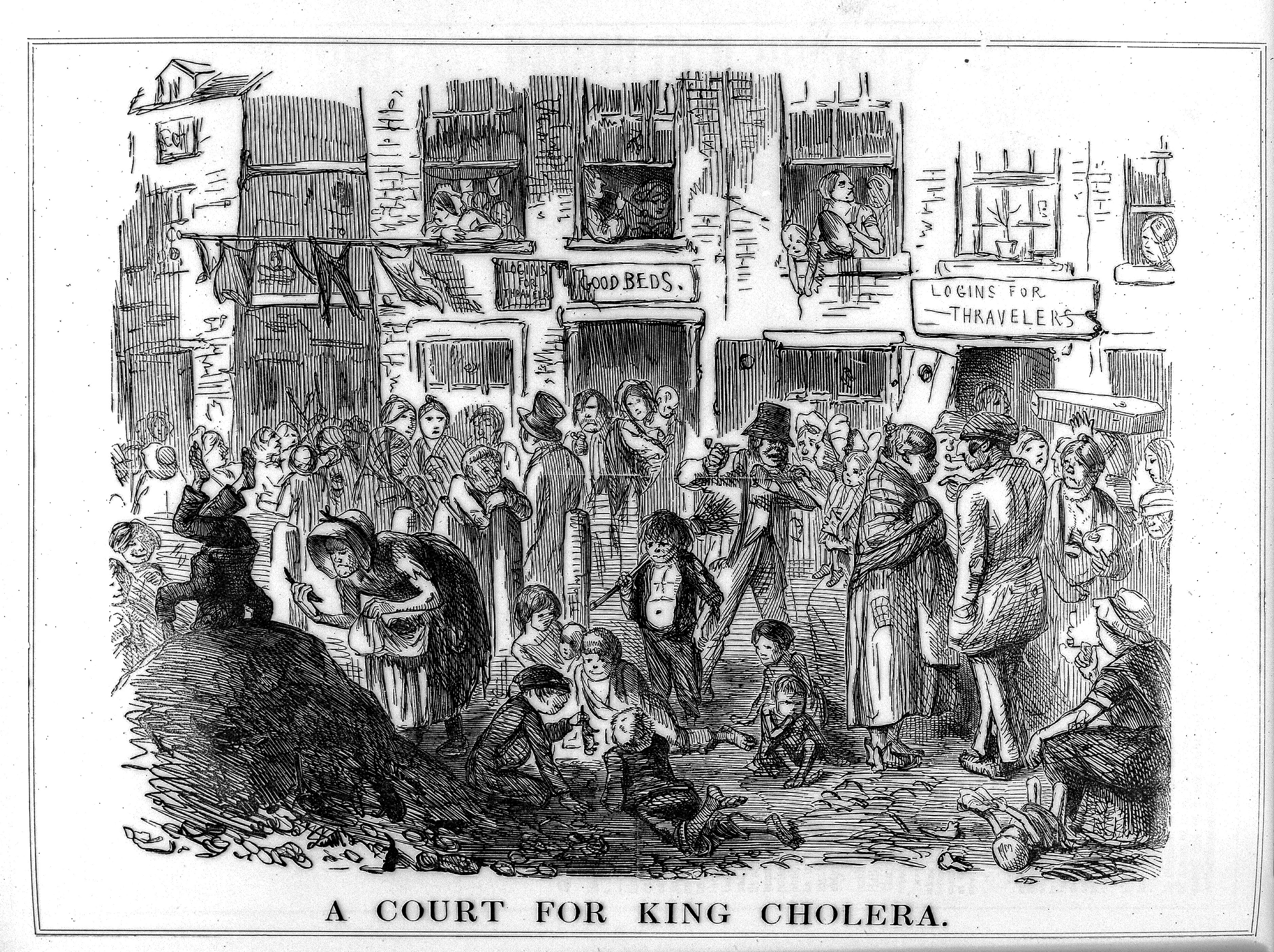
«Una corte para el Rey Cólera» (1852)

- La tercera epidemia surgió en 1852 y se mantuvo hasta 1859. Con excepción de Oceanía, afectó países de todos los continentes, incluyendo territorios insulares como  Trinidad Tobago, Saint Thomas, y posteriormente Madagascar y las Islas Comoras.[12] Durante esta etapa, Filippo Pacini identificó la bacteria causante de la enfermedad a la que llamó Vibrio cholerae y John Snow estableció el vínculo entre la propagación de la enfermedad y el consumo de agua contaminada.[13]
- En la cuarta epidemia, que se prolongó entre 1863 y 1879 el cólera alcanzó varios países de América incluyendo territorios insulares del Caribe.[5] En Estados Unidos parte de la propagación de la enfermedad se atribuye al avance en la construcción de líneas ferroviarias y al desplazamiento de tropas luego de la guerra de Secesión, situación equiparable a la sucedida en América del Sur a causa de la guerra de la Triple Alianza.[14]
- La quinta epidemia se produjo entre 1881 y 1896 y se extendió por Francia, Italia y España en Europa; Estados Unidos, Argentina, Brasil, Chile y Uruguay en América y países de Asia y África. La elación comprobada entre la propagación de la enfermedad y las pobres condiciones de salubridad de las ciudades (escasez de agua potable, ausencia de alcantarillado, etc.) impulsaron a las autoridades a encarar mejoras en la infraestructura sanitaria.[3]
- La sexta epidemia se produjo entre 1899 y 1923 y afectó sobre todo a las tropas movilizadas en el contexto de la Primera Guerra Mundial.[15]

Ya entrado el siglo XX una nueva epidemia se originó en Indonesia en 1961 y se caracterizó por la aparición de una nueva cepa, llamada El Tor. Hasta 1989, se habían notificado a la OMS 1 713 057 casos confirmados en 117 países de todos los continentes.
El cólera se convirtió en una de las enfermedades más extendidas y mortíferas del siglo siglo XIX. Se estima que en Francia murieron 100 000 personas entre 1831 y 1834; 23 000 en Bélgica y 600 000 en Rusia entre 1847 y 1849; 120 000 en España en 1885 y un estimado del 6% de la población en India entre 1882 y 1890.

## Investigación
Una de las principales contribuciones a la lucha contra el cólera la hizo el médico y científico médico pionero John Snow (1813-1858), quien estableció el vínculo entre el cólera y el consumo de agua contaminada. Snow propuso un origen microbiano para el cólera epidémico en 1849.
En 1855 propuso un modelo sustancialmente completo y correcto para la causa de la enfermedad. En su trabajo «On the Mode of Communication of Cholera» señaló la correlación entre los lugares, situaciones o grupos sociales que habían sido más impactados por las epidemias anteriores y las condiciones de higiene, pobreza, hacinamiento y prácticas laborales e esos grupos. Estableció además que la enfermedad no se propagaba a través del aire, sino que lo hacía a partir de la ingesta de elementos contaminados y que la contaminación de las aguas residuales humanas era el vector de enfermedad más probable en dos grandes epidemias en Londres
Sus conclusiones no fueron aceptadas de inmediato, debido a la persistencia en los ámbitos médicos de la teoría miasmática y a que los científicos de la época eran reticentes a admitir que la ingesta de un elemento microscópico pudiera ser el causante de enfermedades y muertes. Se considera a John Snow como el "padre de la epidemiología" por sus métodos y conclusiones en el estudio del cólera.
La bacteria fue descripta en 1854 por el anatomista italiano Filippo Pacini, pero sus resultados no se difundieron ampliamente. Otros investigadores como los portugueses António Augusto da Costa Simões y José Ferreira de Macedo Pinto o el catalán Joaquín Balcells y Pascual, trabajaron de forma independiente pero sus hallazgos tuvieron escasa trascendencia en el medio científico de la época.
En 1883, Robert Koch identificó V. cholerae como el bacilo causante de la enfermedad.

## Las epidemias en la cultura popular
- Giovanni Verga, en su relato «Quelli del colèra», recrea las circunstancias de dos pueblos asolados por la epidemia del cólera de 1837.[26]
- En El amor en los tiempos de cólera, de Gabriel García Márquez, la enfermedad aparece como un contexto amenazante en el cual se desarrolla la historia.[27]
- Muerte en Venecia, de Thomas Mann se desarrolla en algún momento del principio de la década de 1900 y describe sin mayor detalle las medidas adoptadas frente inicio de la epidemia, y silencia o tergiversa el desarrollo de la enfermedad del protagonista y las características de su muerte.[28]